# 女性は土俵から降りてください
「女性は土俵から降りてください」（じょせいはどひょうからおりてください）は、2018年（平成30年）4月4日、日本の京都府舞鶴市で開催された「大相撲舞鶴場所」において、一人の日本相撲協会の行司によって行われた発言である。

## 概要
舞鶴市で行われた大相撲の地方巡業「大相撲舞鶴場所」において、舞鶴市長である多々見良三が土俵（相撲の競技場）の上であいさつを述べていた最中、クモ膜下出血を発症して意識を失い、転倒した。
そこへ観客として会場に居合わせた女性看護師たちが駆けつけ、ただちに救命処置を行った。
この女性たちに対し、ある日本相撲協会の行司が「女性は土俵から降りてください」「男性がお上がりください」との場内放送を行った。さらに、土俵下にいた相撲協会員が女性たちへ直接「下りなさい」と指示したという。
この対応に「女性差別だ」「人命軽視ではないか」などの批判が集まり、同協会は「人命にかかわる状況には不適切な対応」であったとして謝罪した。
このことをきっかけに、大相撲における『女人禁制』という伝統と、女性差別とをめぐって議論が起こった。

## 騒動の経緯
2018年（平成30年）4月4日、京都府舞鶴市上安久の舞鶴文化公園体育館で、大相撲の地方巡業「大相撲舞鶴場所」が行われていた。これは日本相撲協会の春巡業の一環であり、横綱の鶴竜や白鵬をはじめ252人の力士らが参加し、約3千人の観客が集まっていた。

### 市長の意識障害
幕内と横綱による土俵入りの後、午後2時過ぎに、舞鶴市長であった多々見良三が土俵上であいさつを行った。しかし、多々見はあいさつを開始してから約1分後に突如意識を失い、仰向けに転倒した。
周囲は騒然となり、すぐに関係者の男性らが取り囲むが適切な処置を行うことはできなかった。

### 女性らによる救命処置
観客であった1人の女性（Aとする）は「上がっていいですか」と断りを入れてから観客席から土俵に上がり、「看護師です。心マ（心臓マッサージ）ができます」と説明した。さらに「（市長の）胸を開けてください」と叫んで周囲の男性らをかきわけ、2秒後に胸骨圧迫を開始した。同時に別の女性（Bとする）も現場へ駆けつけてAを補助した。
なお、多々見はかつて舞鶴共済病院の病院長を務めた医師であり、Aとは知人同士であった。多々見とAは過去に同じ病院の集中治療室でともに勤務したこともあった。
Aは胸骨圧迫を行いながら周囲に何らかの指示を行い、その16秒後に別の女性2人（C、Dとする）も土俵に上がった（Aが上がってから約30秒後）。直後に救急隊員の男性らが自動体外式除細動器（AED）を持参して現場付近に到着した（隊員らはあらかじめ緊急時に備えて会場に待機していた）。

### 救命処置中の放送
ここで、会場内の拡声器を使った放送で「女性の方は土俵から降りてください」との宣告が行われた。同宣告は相撲協会の行司によって複数回繰り返され、「男性がお上がりください」とも放送された。さらに相撲協会員が女性たちに直接「下りなさい」と告げ、土俵の外を手ぶりで示した。
女性のうち一人は運営関係者に「人命救助をしているのに、なぜ、そういうことを言うのか」と反論をしている。結局、CとDは戸惑った様子で土俵を降りた。
しかし、Aらは降りることなく、胸骨圧迫はAからBへと交代して続けられた。さらにBから救急隊員へと交代され、別の隊員が救命バッグを持って土俵へ上がった。担架が現場へ運ばれ、多々見は担架で運搬されて病院へと搬送された。その間にAとBも土俵から降りた。
女性たちが土俵から降りたのち、土俵には大量の塩がまかれた。この塩まきの意図について、現場では一切の説明は無かったことが臆測を呼んだ（後述）。

### 市長の容態快復
多々見は病院でクモ膜下出血と診断され、手術を受けた。幸いにも後遺症はなく順調に回復し、約2か月後の6月14日に国立病院機構舞鶴医療センターを退院した。数日間の自宅療養ののち、6月23日には公務に復帰した。その期間の市長業務は、副市長の堤茂が代行した。

## 日本相撲協会の説明と謝罪

### 4月4日
夜になって、理事長の8代八角（第61代横綱・北勝海）は、同協会の行司が「女性は土俵から降りてください」と複数回アナウンスしたことを認めた上で、「行司が動転して呼びかけたものでしたが、人命にかかわる状況には不適切な対応でした。深くお詫び申し上げます」と謝罪した。同協会は、女性たちに直接謝罪したい意向を示した。

### 4月5日
取材に対応した事業部長の8代尾車（元大関・琴風）は「場内放送をした若手行司は慌てていて、とっさに言ってしまったようだが、言い訳はきかない。どんな時も人命が第一」と話し、「当たり前だが、人命より大事なものはこの世にない。女性が土俵に上がれないというのは次元が違う」と、過去の事例とは論点が異なるとの姿勢を示した。
責任者である巡業部長の11代春日野（元関脇・栃乃和歌）は姫路市の巡業先で、アナウンスを行った行司について「動揺していた。頭が『土俵に女性が上がっている』との思いでいっぱいになったらしい」と事情説明した。ただ、人命に関わる事態で「土俵＝女人禁制」の“日本相撲協会のしきたり”にとらわれたことについては「不適切でした。本場所でも起こりうることなので教訓にしたい」としている。
なお、当のアナウンスを行った若手行司は「僕は何も言えない」と話した。

### 4月6日
同協会の広報部長である12代芝田山（第62代横綱・大乃国）は、女性が土俵に上がれないことについて、「差別のかけらもない」と否定した。「いつの間にか話がすり替わっている」「スー女と呼ばれるファンも増えて、女性には感謝しかない。今回のような緊急事態と、女性を土俵に上げる、上げないの話とは別」と述べ、「大相撲の伝統を守るスタンスは変わらない」と表明した。また「こういった緊急事態が、またいつ起こるかもしれないので、場内アナウンスの指導もしていかないといけない。緊急時のマニュアルも作らないといけないし、かといって緊急時もそのマニュアル通りにやればいいというものでもない。緊急のことで経験を積めるものでもないので、臨機応変に対応できるようにする必要がある」などと話した。
事件直後、相撲協会関係者によって土俵に大量の塩がまかれたことに対し「女性が土俵にあがったことに対して塩をまいたのか」などと誤解や非難があったことについて、「塩をまいたのは、力士に骨折や大きなけががあった際の通例で、女性が土俵に上がったこととは関係はない」「量も一般的なもので、安全祈願のため」と12代芝田山は説明している。

### 4月7日
11代春日野は当初「自分は現場に居合わせなかった」と説明していた。しかし、11代春日野とみられる人物が当時の会場奥で見守っている場面の証拠映像がインターネット上で拡散されたことから、巡業先の愛知県刈谷市で「映像は自身のものである」ことを認めた。
11代春日野は「幕内の取組を見に行く準備をしたときで心配していた。市長が担架で運ばれた後は玄関まで一緒に行った」と発言を修正した。行司のアナウンスについては、後の報告で知ったと話している。この発言の修正について8代尾車は「今日（7日）春日野部長が話したことが全てではないか」「言葉が足りなかったということだと思う」との見解を示した。
この発言の不一致について、産経新聞社の永山裕司は「緊急事態にあって誤解を招く対応だろう。元力士だけで運営される相撲協会と、社会一般の常識にずれがみられるという一例だ」と同月23日付のコラムで非難している。

### 4月28日
相撲協会理事長の8代八角（第61代横綱・北勝海）は改めて次のように謝罪を行った。
舞鶴市での不適切な対応について
京都府舞鶴市で行った巡業では、救命のため客席から駆けつけてくださった看護師の方をはじめ女性の方々に向けて、行司が大変不適切な場内アナウンスを繰り返しました。改めて深くおわび申し上げます。
舞鶴市の多々見良三市長の一日も早いご回復を心よりお祈り申し上げます。
大相撲は、女性を土俵に上げないことを伝統としてきましたが、緊急時、非常時は例外です。人の命にかかわる状況は例外中の例外です。

不適切なアナウンスをしたのは若い行司でした。命にかかわる状況で的確な対応ができなかったのは、私はじめ日本相撲協会（以下、協会といいます）幹部の日ごろの指導が足りていなかったせいです。深く反省しております。こうしたことを二度と起こさないよう、協会員一同、改めてまいります。

## 救命者への称賛

### 巡業主催者・市関係者による称賛
本件翌日の4月5日、巡業の実行委員会は救命処置の中心的役割を果たした女性Aに「感謝状を贈りたい」と連絡したが、Aは「当たり前のことをしただけ。そっとしておいてほしい」と固辞した。勧進元（主催者）の四方八洲男は「人命かしきたりかと問われれば、躊躇なく人命。あのときの行動はなかなかできるものではない。立派だ」とAらをたたえている。

### 多々見による称賛
6月14日の退院時、多々見はAについて「倒れたところに急いで駆け上がるというのは、まともな人間の反応だ。彼女はCCUで私と一緒に働いたこともあり、知り合いなので、私が倒れた際に知らん顔はできなかっただろうと思う」「医療従事者として当然の行動だと思うし、感謝している」などと話した。

### 大房幸浩による称賛
日本救急医学会の『ICLSコース』ディレクターで、昭和伊南総合病院の麻酔科診療部長を務める医師の大房幸浩は、次のように本事件の状況を検証し、女性たちを絶賛した。
- 関係者が取り囲みながらも何もできずにいたところに女性Aが土俵に上がり、すぐに状況を把握し救命処置を行っている。おそらく市長の意識はなく、呼吸は確認できなかったか、あっても死戦期呼吸だったのではないか[5]。
- Aは胸骨圧迫のスキル、周りへの指示の的確さから、相当トレーニングを積んだ方であると思われる。胸骨圧迫の早さや強さは完璧で、救急蘇生のスペシャリストと考えられる[5]。
- 特記すべきは、Aは隣の人に時間確認の指示を出している様子がうががえること。確認したのは、心肺蘇生の開始された時間だと思われる[5]。
  - 救命のポイントは心肺停止から蘇生開始までの時間にかかっている。できるかぎり早い方が良いのだが、救命処置を行っても記録に残っていなければ、果たして正しい蘇生が行われたか、後日の検証ができない[5]。
  - このため、蘇生の講習会では記録を残すよう私は指導している。時間を確認できたAは、相当冷静に対応していたと考えられる[5]。
- AEDが到着し、女性Bに胸骨圧迫が変わったが、ハンズオンリーCPR（人工呼吸をしない心肺蘇生）ならびに胸骨圧迫交代のタイミングも、文句のつけようがない[5]。
  - 経過を追ってみると、結果的に心臓疾患による急変ではなかったことがうかがわれるが、初期対応としては完璧だ[5]。

### 小池百合子による称賛
東京都知事の小池百合子は、4月6日の定例会見で「救助した人は素晴らしい。命を守ることを優先した。そこにあまり議論の余地はないのでは」と救命者たちの行動を称賛し、相撲協会の現場対応に疑問を呈した。一方で、東京場所では都知事賞を男性の副知事が授与していることについて「土俵に上がって、賞をお渡しすることにチャレンジするためのエネルギーをそそぐつもりは、あまりございません」と述べている。

### 太田房江による称賛
元大阪府知事で参議院議員の太田房江は、4月5日放送のフジテレビ系『直撃LIVE グッディ!』に出演し、知事時代(後述)について述懐した。そのうえで、「今回は私のケースとはまったく違うケースだと思います。アナウンスが入っている中であっても、自らが土俵に上がって人命救助、市長さんの命を助けられたこの女性を同じ女性として誇らしく思います」と救命者たちの行動を称賛した。太田自身は好角家であり、自民党女性局長を務める立場から、相撲協会に対して「全てを打ち壊すことではなく、『伝統』と『女性』を両立させる」方策を提案している。
- 一つ目は、相撲協会理事長が謝罪した通り「緊急時の対応として、女性が土俵に上がることを認めること」、二つ目は「知事や市長など国民が選んだ女性が、力士の表彰を行う場合」には、神送りの後に一定の間『女人禁制』を解くこと」である。この根拠として、太田の府知事時代に女性の部下が調査した解決法と、横綱審議委員会委員を務め、東北大学大学院で大相撲の研究をした作家の内館牧子が2007年2月のインタビューで発言したことがほぼ一致することを述べている。「千秋楽の弓取式が内館のいう『神送り』に当たる」「従って、弓取式の後は女性が土俵に上がっても問題はない。『神が天上にお上がりになって、土俵には宿っておられないから』」と部下は述べていたという[23]。

## 事件の反響
本件は大勢の観客の前での出来事であった。観客の撮影による女性たちが土俵に上がった際の映像がYouTubeに投稿され、わずか1日間で再生回数が100万回を突破した。新聞や雑誌、テレビのワイドショーなどでも取り上げられた。

### 巡業主催者・市関係者の見解
当初、実行委員会は「救急隊員に処置を引き継いだ後に放送が流れたと認識している」と説明をしていた。
河田友宏（舞鶴場所実行委員会・委員長）は「しきたりはしきたりだが、人の命がかかっているときに言うことではない。救命措置がなかったらどうなっていたかと思うし、（女性たちに）とても感謝している」と述べた。
四方八洲男(舞鶴場所勧進元=主催者）は「染みついたしきたりにより反射的にああいうアナウンスをしたのだろうが、女性の相撲ファンも増えている。しきたりを見直す、前向きなきっかけにしてはどうか」と提案した。
多々見は同年6月28日、公務に復帰した際の記者会見で、「相撲という非常に歴史のある伝統文化でも、女人禁制は今の時代は通用しない」「少なくとも救命措置がいる場合においては男も女もない。助けに行くのが原則ではないか」とする一方で、アナウンスをした行司本人に対しては「（彼は）しきたりの中で育っている。何の悪気もない。責めるわけにはいかない」と述べた。
ある舞鶴市関係者は「本来は『会場にお医者さま、医療関係者はいませんか』などの放送こそが必要だったと思う」と非難している。

### マスメディアの反応

#### 日本国内
4月5日、ハフィントン・ポスト日本版ニュースエディターの吉川慧は過去の議論を呼んだ事例を紹介したうえで、次のように問題提起を行った。
- 『信仰』や『伝統』を理由に、土俵の女人禁制を肯定する声もある。その一方、性差別の観点から女人禁制への批判もある。
- 今回の救命処置をめぐるアナウンス問題は、相撲と女性をめぐる過去の問題提起を思い出させることになった。
- いつかこの国に女性の首相が誕生したら、誰が優勝力士に内閣総理大臣杯を授与するのだろうか。

同日、スポーツ文化評論家の玉木正之は「伝統が本当に正しいか、時代に合っているかを考える必要がある。そもそも、相撲関係者がどれだけ伝統の意味を理解しているのか疑問で、おそらく教条主義的に『女性は土俵に上がってはいけない』としているのではないか」と産経新聞の取材に答えた。
4月23日、産経新聞社の永山裕司は次のように相撲協会を非難した。
- 最大の問題は、日本相撲協会が教条主義に陥り、相撲界の常識に縛られ、社会の現実に対応できていないことではないか。
- 『伝統だから』で済ませていては問題の解決にはならない。
- 相撲協会が伝統を重んじるのならば、『しきたり』の一言で片付けるのではなく、伝統を守る意義の説明、多くの人が納得できるよう理論の裏付けが必要で、その上で状況に応じた柔軟な対応も求められている。

#### 海外メディア
発生翌日の4月5日付で海外の主要メディアは一斉に報道を行っており、本件は驚きをもって受け止められた。

##### アメリカ
- 『ニューヨーク・タイムズ』は「相撲の差別的な慣習が世間の厳しい目にさらされている」と解説した。また世界経済フォーラムが世界の144の国について分析して発表しているジェンダー・ギャップ指数について、前2017年に日本は第114位と低いことを踏まえ、「日本でどのように女性が扱われているかを物語った」と述べた[29]。
- 『ワシントン・ポスト』は、「日本で男女平等の実現を目指す中で、女性が直面する壁が明確にあらわれた事例だ」「内閣総理大臣の安倍晋三は、女性の社会進出を推し進める『ウーマノミクス』を推進しているが、女性はあらゆる場面で性差別のハードルにぶつかっている」などと報じた[28]。
- 『ウォール・ストリート・ジャーナル』は「女性はいまや、男性の命を助けるために土俵に入ることができる」という記事名で「今回の出来事で、相撲や歌舞伎など、日本の伝統的、そして文化的な分野で女性が置かれている不平等な立場に注目が集まった」と報じた[28]。

##### イギリス
- 『ガーディアン』は「女性たちは相撲大会から退場を命じられた。倒れた市長を助けようとした後に」「女性は清められた土俵を穢すとみなされている」などと報じた[30]。
- テレビ局『BBC』は、日本国内のSNS『Twitter』での発言を引用する形で、「女性が土俵に上がった後、土俵を清めるために塩を撒くなんて、なんて失礼なんだろう」「これが命を救おうとした人への対応なのか？相撲協会の頭に塩を撒いた方がいいと思う」などという意見があったと報じた[7]。

### 論客による批判

#### 伊藤和子
騒動5日後の4月9日、弁護士で国際人権NPO『ヒューマンライツ・ナウ』事務局長を務める伊藤和子は「明らかな女性差別であり、相撲協会は今すぐ見直すべき」として、次のように厳しく批判した。4月6日に日本相撲協会の広報部長が「差別ではない」「緊急事態の対応を検討する」と述べたことを踏まえた。
- ある属性のみを理由に正当な理由なく立ち入りを排除するというのは、差別以外の何物でもない。「差別の意図がない」といくら言おうと、現実に女性を排除している以上、女性差別にあたる。
- 女性が土俵から排除されていることについて、「緊急事態にはどうするか」という議論に矮小化されてはならない。
  - 「普段は土俵に上がれない人間であっても、緊急事態であれば例外的に容認して土俵に上がってもよい」という議論そのものが差別にあたる。
  - このような議論は、第二次世界大戦の末期、当時「無能力」とされていた女性が、本土決戦という切羽詰まった状況になって竹やり訓練に参加させられた（「女性はこれに感謝せよ」とされた）というような『二級市民』扱いではないか。女性を蔑視している。
- 日本国憲法第14条では男女平等が定められている。これは民間でも適用され、職場での男女差別は許されない。男女間での差別的取扱いが許されるのは「合理的な区別」と認められる場合だけであり、異なる取り扱いをする側が合理性を証明しなければならない。
  - ところが、相撲協会は女性を排除する合理性、正当性を全く説明せず『伝統』というのみである。
  - 『伝統』とはなんだろうか。専門家の文献によれば、室町時代、江戸時代、明治にも、女性の相撲というのは行われ、女人禁制ということはなかった。それが女人禁制になったのは、明治以降、神道に基づく「女性が穢れている」という考え方に基づくものだとされる。「女性は月経がある＝血を出す＝穢れている」という考えだという。
  - このような考え方で女性を排除するのは女性蔑視の考え方に基づくものであり、合理性のない差別である。例えば、同じ理由で女性を職場や政治から排除したり、選挙権を認めないという結論が許されるはずがない。
- 一般社会では容認されない慣行なのに、「相撲は神事だから、伝統のわからない者が余計なことを言うな」等と、女性が論評することさえ許されないような議論がある。しかし、「伝統」「神事」を理由に女性差別が容認されて何もいえないというのは論外だ。
  - たとえば、「伝統」「神事」を理由に外国人力士が排除されたり差別されたら、すぐに「人種差別」という問題になり、国際問題にすら発展するのが昨今だ。
  - ところが、女性差別については、話題にすることすら適切でないという空気感がある。このような議論状況を見ると、日本の男尊女卑は深刻だと感じる。
- 女性が土俵に上がれない、すなわち「女性にはその属性ゆえに行ってはならないこと、控えなければならないことがある」という現状が「伝統」の名のもとに存在し、正当化され、それが「国技」として優遇されていることが、人々の意識に大きく影響することは軽視できない。
  - そうした事実を子どもの頃から記憶に植え付けられれば自然と「女性は男性よりも劣った存在だ」と認識させられ、男性は女性を見下すようになる。そのことが性暴力や家庭内暴力、セクハラ、AV出演強要、職場での男女差別などといった、「より深刻な」と評される問題に直接的につながる。これは私がこうした事例に多く接してきた経験から実感している。
  - 差別問題はつながっている。みなの目につく女性差別は「小さなこと」「表層的なこと」「取るに足らないこと」として軽視されるべきでは決してないと思う。
- 21世紀、スポーツの世界でも、性別・人種等に基づく差別や暴力は、決して許されないという考えは趨勢になっている。合理性のない「伝統」の名のもとに女性を蔑視し、排除するような相撲の在り方は、今こそ変わらなければならない。
  - 2020年東京オリンピックを控え、国際的にも日本のスポーツ界の差別や暴力に対する視線は厳しくなっている。
  - 相撲協会は、このまま合理性も説明できない女性差別をやめるべきだ。このまま一般社会では決して通用しない差別的慣行を維持し続けるなら、公益財団法人としての適格性が真剣に検討されるべきだ。
  - 主務官庁である文部科学省も、女性差別をやめるべく同協会に指導監督をすべきではないか。
  - NHKも公共放送として、大相撲中継を継続するのが果たして適切なのか、再検討すべきだと考える。

#### リンジー・デウィット
2021年9月、ベルギーのゲント大学の言語・文化学部 仏教研究センターの研究員であるリンジー・デウィット（Lindsey E. DeWitt Prat）は「日本の神聖なる相撲と女性の排除：東京オリンピックの男性力士」という論文を出版し、本騒動を詳しく紹介したうえで、次のように日本相撲協会および日本政府を批判した。
- 2020年東京オリンピックは、宗教に基づく女性の排除を考える上で、ひいては日本の国家・文化・宗教・ジェンダーの関係を覗き見る上で、適切かつタイムリーな出発点となるだろう。
- 準政府機関である日本相撲協会は、女性を排除し男の神と男の人間によって培われた神事の管理者であると自称している。
- 相撲協会は、女性や少女が相撲の伝統に反していわゆる神聖な戦場を汚すことがないように、土俵に上がることはもちろん、触れることすら禁止している。
- 相撲の女人禁制を批判する人たちは、「協会の規則は時代錯誤で性差別的であり、違法である」と非難する。反対派は変革の必要性に注目しており、それは当然のことであるが、なぜ強い反対があっても禁止が貫かれているのかを考えることも同様に必要である。
- 日本政府が東京オリンピックで紹介した男性力士は「相撲が古来からあり、神聖で、男性だけの務めである」という、説得力のある、政治的に好都合な幻想を扇動する勢力について、私達の目を向けさせる。

## 日本相撲協会に残る女人禁制
本節では、この騒動に至る以前からの日本社会における女性と相撲、また日本相撲協会が行っている興行である大相撲・日本相撲連盟が統括するアマチュア相撲（女子相撲）などとの関係について述べる。

### 中世以前：女性も相撲に参加
奈良時代に成立した『日本書紀』によると、古墳時代の雄略天皇が采女（女官）たちに相撲を取らせていた。この文献は、日本の歴史上で初めて相撲が登場した文献であるという。16世紀に成立した『義残後覚』では、室町時代に女性力士がいたことが「比丘尼相撲の事」という項目で紹介されて、当時の勧進相撲（興行）に「比丘尼（尼僧）」が出場していたことが記されている。

### 近世：女性は観戦禁止
江戸時代、勧進相撲は寺社奉行の管轄である寺社の境内で行われるようになった。このため、女性は相撲を観戦することが禁止されるようになった。唯一の例外は千秋楽のみであったという。この時代に組織された江戸相撲会所という職業組織が、現在の相撲協会の前身である。
『江戸繁昌記』には、相撲場で喧嘩が頻発していたことが記録されており、「女性の相撲観戦が禁止されていたのは神聖性のためではなく、単純に危険だったためではないか」という指摘もある。
興行としての「女相撲」は、相撲会所とは別の団体によって第二次世界大戦前まで全国巡業が続いたが、戦後の娯楽の多様化や女子プロレスが生まれたことで廃れている。神事としての女相撲は、現在も東北地方や九州の一部地域に祭礼行事として残っている。

### 近代：相撲の国技化
1872年（明治5）年、太政官布告第98号「神社仏閣女人結界ノ場所ヲ廃シ登山参詣随意トス」により神社仏閣の境内への女性の出入りが解禁となったことから、再び女性の相撲観戦が解禁となった。相撲人気が低下していたため、当時の相撲関係者が元土佐藩主の山内容堂に打開策を相談したところ、「婦人をおろそかにしてはいけない」と助言されたという。
1884年（明治17年）には明治天皇が臨席した天覧相撲が開かれ、その後に相撲は「国技」と呼ばれるようになっていった。
1912年（明治45年）に、両国に相撲興行のための初の常設館が出来た事に由来する。当初の名称は「常設館」であったが、開館に先立って江見水蔭が起草したあいさつ文の文中に「角力は日本の国技」との表現があった。これを3代尾車（元大関・大戸平）が気に入り、「国技館」と呼ぶことを提案したという。
北海道教育大学岩見沢校社会科学研究室の吉崎祥司と稲野一彦は「相撲の社会的地位を向上させるため、明治以降に女人禁制といった虚構の『伝統』を創作することで神聖化を狙ったのではないか」と推測している。

### 戦後から平成の「女人禁制」
第二次世界大戦で日本は敗戦し、国家神道や皇国史観は廃止された。信教の自由が認められ、象徴天皇制となったことにより、国民の「神事」への関心は薄れた。
近代競技として行われているアマチュア相撲は女子への普及にも積極的で、野崎舞夏星・今日和(アイシン精機)など国際大会で優秀な成績を収める女子相撲選手を多数輩出している。相撲部で選手同士として出会った大相撲力士(17代雷＝元小結・垣添、22代千賀ノ浦=元幕内・里山)と結婚している元女子相撲選手もいる。
また、16代井筒(元関脇・豊ノ島)は自身と妻の出身地(高知県・富山県)で豊ノ島杯という少年少女相撲大会を行っており、貴乃花部屋は部屋が主催する相撲教室に女児の参加を認めている。
しかし、「日本相撲協会の管理する土俵」に限っては女性が立つことは認められていない。

#### 日本相撲協会に申し入れを行った女性政治家
- 1990年（平成2年）、女性初の内閣官房長官に就任した森山真弓[注釈 6]は、同年の初場所で「内閣総理大臣の代理として[注釈 7]優勝した力士に内閣総理大臣杯を手渡したい」と希望した。しかし「土俵に上がって授与することは遠慮してほしい」と相撲協会理事長の10代二子山（第45代横綱・初代若乃花）が要請したため、森山は断念している[11]。
- 2000年（平成12年）の春場所では、女性初の大阪府知事に就任した太田房江が、大阪場所の千秋楽の表彰式で「自分の大阪府知事賞という賞を手渡したい。それが礼儀である」「その場合に上らなくてはならないのであれば、上りたい」と要望した。太田自身が「どうしても上りたい」意図ではなく、「日本の伝統」と「女性活躍」という社会の変化について、多くの人々に考えてもらう契機としたかったためであったという。2期8年間のあいだ要望を続けたが、断られ続けたという[42]。当時の相撲協会の対応については「大変、丁寧に対応してくださって、何年かに渡ってアンケート調査をしてくださいました。毎回、半分よりちょっと多い方が、やはりしきたりは守るべきだというご意見だったんですね。最後までそれが実現できなかったことは個人的には残念でした」と明かしている[43]。
- 2018年（平成30年）4月5日[注釈 8]、宝塚市市長の中川智子は宝塚場所の主催者に「土俵上であいさつさせて欲しい」と申し入れたが、断わられたという[44]。このため、6日の宝塚場所当日のあいさつで中川は「女性という理由でできないのは悔しい。伝統を守りながら、変革する勇気も大事なのではないでしょうか」などと抗議した[45]。さらに両国国技館を訪れ、「女人禁制」を見直すことを求める要望書の提出を行った。翌2019年（令和1年）3月8日にも、検討状況などを直接確認するために国技館を再訪し、芝田山広報部長と約50分間の面談を行っている[46]。

#### わんぱく相撲女子全国大会の創設
1978年（昭和53年）5月、日本青年会議所とアマチュア相撲の競技団体である日本相撲連盟が主催する「わんぱく相撲全国大会」の東京場所・荒川区予選で小学5年生の女児が優勝した。しかし、全国大会は国技館（蔵前国技館・日本相撲協会所有）で行われており、国技館の土俵を女児が使用することを日本相撲協会が拒否した。当時、労働省の婦人少年局長であった森山真弓が相撲協会に抗議したが、出場は認められなかった。
1991年（平成3年）にも、「わんぱく相撲」の地方予選で小学5年生の女児が優勝したが、決勝戦進出は認められなかった。主催者の日本青年会議所は、「あくまで男の子を対象とした全国大会。ただし地方大会はスポーツよりも地域親善の色合いが強いので例外的に女性も認めているだけ」と説明した。なお、1992年（平成4年）に相撲をテーマにした映画『シコふんじゃった。』が公開され、同作内で女性が男性の力士に扮して土俵に上がる場面があるが、これは前述のわんぱく相撲での騒動を報じる新聞記事を読んだ、周防正行（同作の監督・脚本を担当）によって提案したものである。
2018年（平成30年）5月、沖縄県の浦添市教育委員会は「わんぱく相撲全国大会に女子の参加も認めるべきだ」と主催者に要望を送った。しかし、同年7月の大会の『参加資格』要件は「男子に限る」と明記されたままであった。
2019年（令和1年）8月、女子小学生が参加できる「わんぱく相撲女子全国大会」第1回が開催された（主催：東京青年会議所）。女子の全国大会への参加を求める要望が多く寄せられ、大会創設を決めたという。

#### その他
- 2007年（平成19年）9月場所10日目の豪風-豪栄道戦で、制限時間いっぱいとなった塩まきの際、40代の女性客が女性警備員の制止を振り切って侵入。土俵に上がろうとした所を勝負審判を担当していた錦戸親方と次の出番を待っていた高見盛に取り押さえられた。女性客はビラをまこうとしており、ビラの内容は福山雅治に関することだったと言われているが詳細は不明。
- 2011年（平成23年）の元大関・千代大海の引退相撲で行われた断髪式では、母親にはさみを入れてもらうために千代大海が土俵を下りた[11]。国技館の土俵上での断髪式であったためである。なお、国技館での引退相撲が認められる力士、国技館の土俵で断髪を行う力士は少ない。多くは所属部屋の土俵上での断髪、本場所後に行われる所属部屋の千秋楽パーティーなどでの断髪で、国技館の土俵上ではないため、性別に関わらず同じ場所で引退力士の髷にはさみを入れることができる。
- 2018年（平成30年）の春巡業において、相撲協会は宝塚市・静岡市などでちびっこ相撲への女児の参加の自粛を求めた。これが「女人禁制を子どもに当てはめ、子供たちの楽しみを奪った」と誤解されているとして、同年4月28日に八角理事長が談話で説明を行っている。それによると、女児の怪我を心配する声があったこと、稽古まわし一枚の関取たちから（小学生でも）高学年女子が相手となると「どうしていいのか分からない」と戸惑う声があり、これを受けて勧進元に連絡をしたという。その後、男子の両親からちびっこ相撲で怪我をしたという訴えが寄せられたため、巡業に於いてのちびっこ相撲は全面的に休止となった[50]。
- このアナウンスを行った若手行司は2018年7月場所前に日本相撲協会を退職している。